# Thyreus empeyi
Thyreus empeyi är en biart som beskrevs av Constance Margaret Eardley 1991. Thyreus empeyi ingår i släktet Thyreus och familjen långtungebin. Inga underarter finns listade i Catalogue of Life.